# The Real Housewives of Salt Lake City
Les Real Housewives de Salt Lake City (The Real Housewives of Salt Lake City) est une émission de téléréalité américaine diffusée depuis le 11 novembre 2020 sur Bravo.
En France la première saison est disponible sur Netflix depuis le 27 mars 2024 puis à partir du 1er juillet 2024 sur M6+. Les saisons 2 à 4 sont également disponible sur M6+ depuis le 18 septembre 2024 dans son offre premium. La saison 5 est diffusée sur M6+ depuis le 23 septembre 2024 dans son offre premium.
L'émission est la dixième adaptation du concept de téléréalité The Real Housewives.

## Concept
Présentée comme un docu-soap, l'émission suit la vie quotidienne de cinq à sept femmes au foyer et épouses américaines résidant à Salt Lake City, dans les montagnes de l'Utah :
- Jen, une entrepreneuse qui est mariée à un entraîneur de football américain :
- Lisa, une femme d'affaires, mère de deux enfants :
- Whitney, une ex-mormone qui renouvelle s'est vœux de mariage :
- Meredith, une créatrice de bijoux, mariée et mère de trois enfants :
- Mary, l'héritière d'une église qui est marié avec son grand-père par alliance :
- Heather, une entrepreneuse et ex-mormone qui explore sa nouvelle identité en dehors de l’église.

Des nouvelles Housewives rejoindront la distribution au cours de l'émission :
- Jennie, une femme d'affaires dont le mari veut plus d'enfants :
- Monica, une entrepreneuse et ancienne assistante de Jen :
- Angie, une femme d'affaires possédant plusieurs salon de coiffure :
- Bronwyn, une influenceuse et ex-mormone passionnée par la mode.

Des Amies des Housewives rejoignent également le programme :
- Angie, une femme d'affaires, influenceuse et amie de Lisa :
- Danna, une agente immobilière et amie de Heather :
- Britani, une actrice, mannequin, chanteuse et amie de Heather :
- Meili, une mannequin, mère de famille et amie de Whitney.

## Distribution
| Les Real Housewives | Saisons    | Saisons     | Saisons    | Saisons    | Saisons    | Saisons    |
| Les Real Housewives | 1          | 2           | 3          | 4          | 5          | 6          |
|                     | Actuelles  | Actuelles   | Actuelles  | Actuelles  | Actuelles  | Actuelles  |
| ------------------- | ---------- | ----------- | ---------- | ---------- | ---------- | ---------- |
| Lisa Barlow (en)    | Principale | Principale  | Principale | Principale | Principale | Principale |
| Heather Gay (en)    | Principale | Principale  | Principale | Principale | Principale | Principale |
| Meredith Marks (en) | Principale | Principale  | Principale | Principale | Principale | Principale |
| Whitney Rose (en)   | Principale | Principale  | Principale | Principale | Principale | Principale |
| Mary Cosby (en)     | Principale | Principale  |            | Amie       | Amie       | Principale |
| Angie Katsanevas    |            | Invitée     | Amie       | Principale | Principale | Principale |
| Bronwyn Newport     |            |             |            |            | Principale | Principale |
|                     | Anciennes  |             |            |            |            |            |
| Jen Shah            | Principale | Principale  | Principale |            |            |            |
| Jennie Nguyen       |            | Principale, |            |            |            |            |
| Monica Garcia       |            | Invitée     |            | Principale |            |            |
|                     | Amies      |             |            |            |            |            |
| Angie Harrington    | Invitée    | Invitée     | Amie       |            |            |            |
| Danna Bui-Negrete   |            |             | Amie       | Invitée    |            |            |
| Britani Bateman     |            |             |            |            | Amie       | Amie       |
| Meili Workman       |            |             |            |            | Amie       |            |

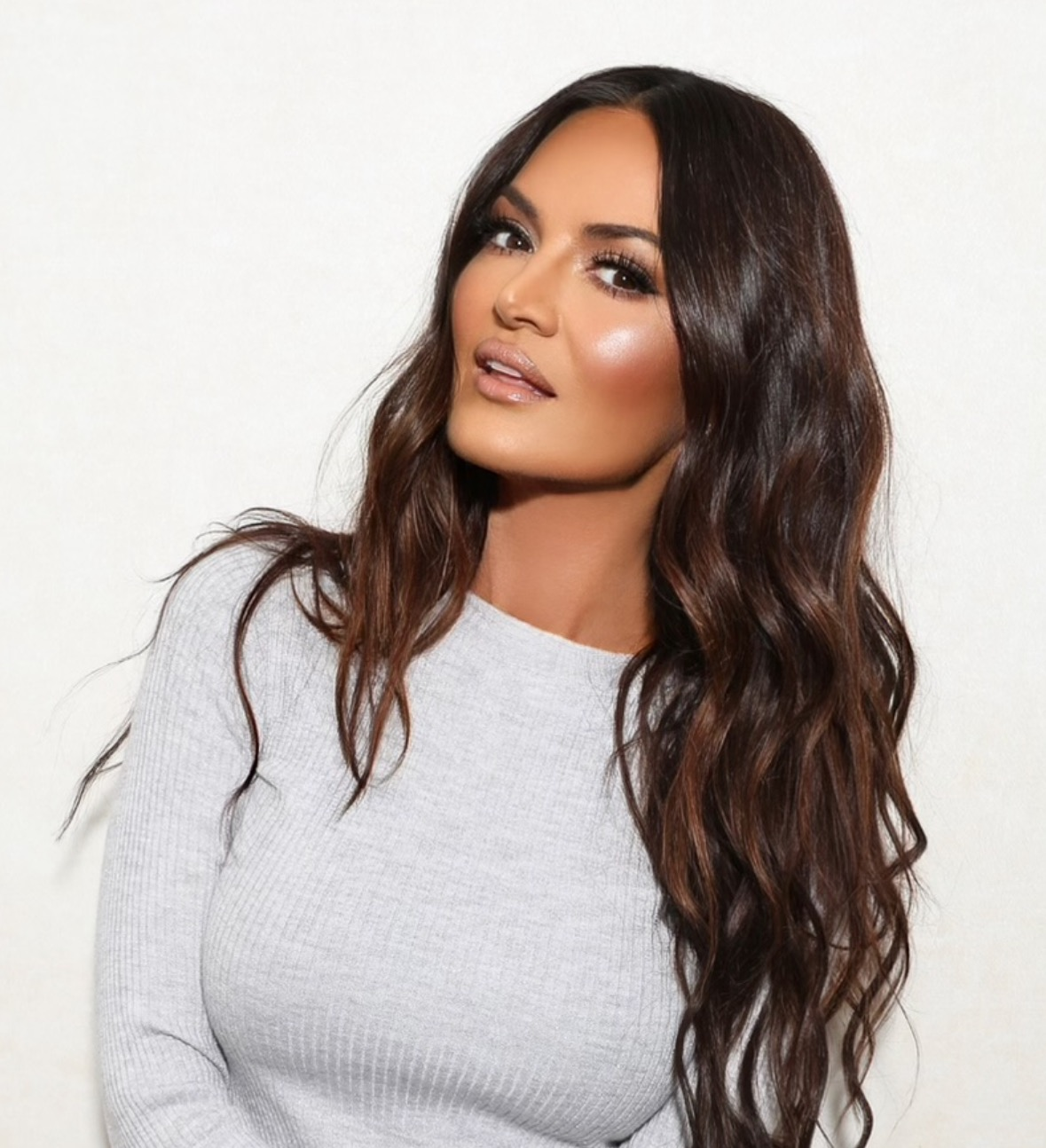
Lisa Barlow (depuis la saison 1)
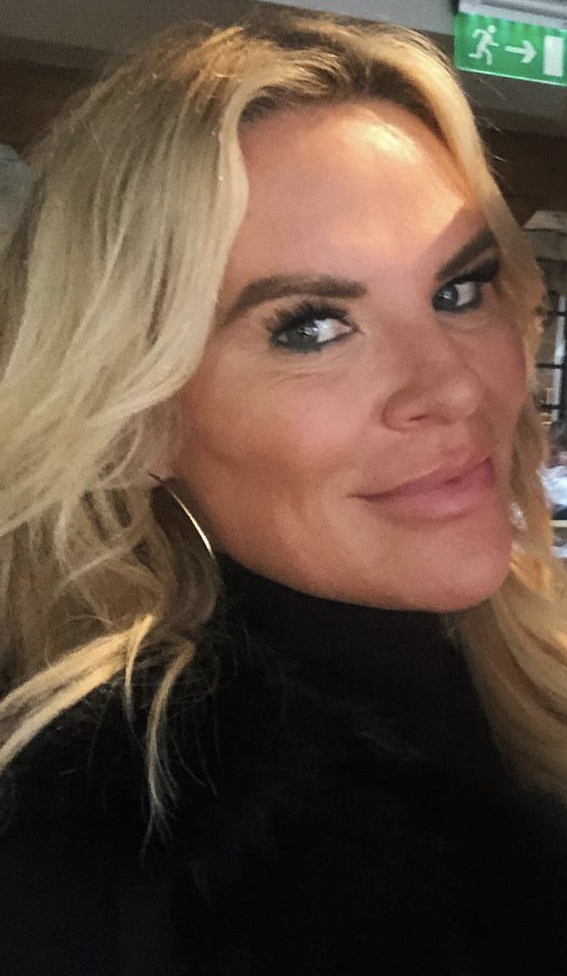
Heather Gay (depuis la saison 1)

## Épisodes
| Saisons       | Épisodes | France            | France            | France                       | États-Unis        | États-Unis       | États-Unis              | États-Unis              | États-Unis              |
| Saisons       | Épisodes | Début de saison   | Fin de saison     | Chaine de première diffusion | Début de saison   | Fin de saison    | Audiences (en millions) | Audiences (en millions) | Audiences (en millions) |
| Saisons       | Épisodes | Début de saison   | Fin de saison     | Chaine de première diffusion | Début de saison   | Fin de saison    | Première                | Dernière                | Moyenne                 |
| ------------- | -------- | ----------------- | ----------------- | ---------------------------- | ----------------- | ---------------- | ----------------------- | ----------------------- | ----------------------- |
| 1 (2020-2021) | 16       | 27 mars 2024      | 27 mars 2024      | Netflix                      | 11 novembre 2020  | 24 février 2021  | 0.79                    | 0.59                    | 0.61                    |
| 2 (2021-2022) | 24       | 18 septembre 2024 | 18 septembre 2024 | M6+                          | 12 septembre 2021 | 13 mars 2022     | 0.81                    | 0.81                    | 0.71                    |
| 3 (2022-2023) | 16       | 18 septembre 2024 | 18 septembre 2024 | M6+                          | 28 septembre 2022 | 1er février 2023 | 0.69                    | 0.66                    | 0.62                    |
| 4 (2023-2024) | 19       | 18 septembre 2024 | 18 septembre 2024 | M6+                          | 5 septembre 2023  | 23 janvier 2024  | 0.43                    | 0.74                    | 0.53                    |
| 5 (2024-2025) | 19       | 23 septembre 2024 | 11 février 2025   | M6+                          | 18 septembre 2024 | 5 février 2025   | 0.38                    | 0.48                    | 0.43                    |
| 6 (2025)      |          |                   |                   |                              | 16 septembre 2025 |                  |                         |                         |                         |

À  noter : Seul les titres donné par M6+ figurent ici.

### Première saison (2020-2021)
1. Bienvenue à Salt Lake City (Welcome to Salt Lake City!)
2. Une montagne d'ennuis (A Snow Mountain of Trouble)
3. Tout le monde a besoin d'une Suisse (Everybody Needs a Switzerland)
4. Les émotions sortent (Roaring Emotions)
5. Déjeuner d'affaires (Ladies Who Lunch)
6. Tapis rouge (Sundance City)
7. Fashion faux pas (Fashion Faux Pas)
8. Jacuzzi Confessions (Hot Tub Confessions)
9. Hip hop et cœurs brisés (Hip Hop and Heartbreak)
10. En ébullition (In Hot Water)
11. Les jeux sont faits (All Bets Are Off)
12. La ville du péché (Sinners in the City)
13. Froidement reçues (Chilly Reception)
14. Le bilan (1/3) (Reunion Part 1)
15. Le bilan (2/3) (Reunion Part 2)
16. Le bilan (3/3) (Reunion Part 3)

### Deuxième saison (2021-2022)
1. Ennemies ou amies ? (Best of Frenemies)
2. Excuses glacées (Icy Apology)
3. La pêche aux infos (Fishing for the Truth)
4. Faites vos jeux ! (Friendship Roulette)
5. Réconciliations (Gin and Bear It)
6. La grande discussion (Sex, Lies and Sister Wives)
7. Pente glissante (Slippery Slope)
8. Il y a un loup (A Wolf Pack of Secrets)
9. Aux fourneaux (I Was Driving Carpool!)
10. Suspicions (Highway to Vail)
11. Révélations (Old Testaments, New Revelations)
12. Une maison divisée (A House Divided)
13. Isolée (Fair Weather Friends)
14. Pho pas abuser ! (What the Pho?)
15. Mary et ses manies (The Miseducation of Mary Cosby)
16. Sainte mère de Zion (Holy Mother of Zion)
17. Dîner sous tension (Who's Calling Who A Fraud?)
18. Escalade (Sorry's and Sleepovers)
19. Cinco de Mayo (Cinco De Mayhem)
20. Mauvais timing (Memorial Meltdown)
21. On pourrait pas être amies ? (Why Can't We Be Friends)
22. Le bilan (1/3) (Reunion Part 1)
23. Le bilan (2/3) (Reunion Part 2)
24. Le bilan (3/3) (Reunion Part 3)

### Troisième saison (2022-2023)
1. La revanche (Revenge Marks the Spot)
2. Séréni-thé (Searching for Sereni-Tea)
3. L'enfance de Whitney (Courtside Conundrum)
4. Trahison météorologique (Bad Weather Betrayal)
5. Sports d'hiver (On Thin Ice)
6. Cramée ! (Finsta Fight)
7. Chorale chaotique (Choir of Chaos)
8. RSVP (RSVPlease)
9. Sur le yacht (Not a Yacht of Fun)
10. Talons en haute mer (High Heels in the High Seas)
11. Par dessus-bord (High Stakes and Friendship Breaks)
12. Hématomes et mensonges (White Lies and Black Eyes)
13. Et la charité alors ? (Unfashionable Behavior)
14. L'habit ne fait pas le moine (Trials and Tribulations)
15. Le bilan (1/2) (Reunion Part 1)
16. Le bilan (2/2) (Reunion Part 2)

### Quatrième saison (2023-2024)
1. Nouveau départ (Fresh Powder, Fresh Start)
2. Palm Springs (Vacation Crashers)
3. Ça tourne mal (All Tricks, No Trust)
4. Noms d'oiseaux (Don't Be a Drag)
5. Point de non-retour (The Nastiness and Rumors)
6. La rumeur court (Après Rumor)
7. L'offrande (An Olive Branch with Thorns)
8. Mamans en mission (Moms, Missions, and Martrimony)
9. Double soirée (Don't Come for My Sound Bath)
10. Rififi chez les mormons (Mormons Get a Bad Rap)
11. Joyeux anniversaire Monica (If I Could Churn Back Time)
12. Ça fait froid dans le dos ! (Icy Apologies)
13. Les Bermudes en folie (Bermuda Views and Bathtub Blues)
14. Blues aux Bermudes (Bermuda Birthday Blues)
15. Comme un poisson dans l'eau (Swimming with the Fishes)
16. Mystère Mystère (Mysteries, Revealed?)
17. Le bilan (1/3) (Reunion Part 1)
18. Le bilan (2/3) (Reunion Part 2)
19. Le bilan (3/3) (Reunion Part 3)

### Cinquième saison (2024-2025)
1. Costume or Couture?
2. Walking a Tightrope
3. Basketball, Bobbleheads and the Brow Girl
4. The Epiphany
5. Whitney Drew and Her Clues
6. Mafia Wives and Bad Vibes
7. The Huzzbands
8. The Desert and the Deserted
9. Revenge Is Best Served in Coach
10. Kiss Kiss, Bangs Bangs
11. Troop Salt Lake City
12. Mazel, Meredith
13. Rooms for Improvement
14. La Vida Loca
15. Smile, You're Being Recorded
16. Burn Books, Revisited?
17. Reunion Part 1
18. Reunion Part 2
19. Reunion Part 3

## Commentaires
- En 2006, la chaîne américaine Bravo démarre la diffusion de The Real Housewives of Orange County, décrite comme « un croisement entre les séries Desperate Housewives et Newport Beach ». À la suite du succès de la téléréalité, plusieurs émissions-dérivées seront diffusées : New York City, Atlanta, New Jersey, Washington D.C., Beverly Hills, Miami, Potomac, Dallas, Salt Lake City et Dubai.
- Le 30 mars 2021, durant le tournage de la seconde saison Jen Shah a été arrêté pour fraude électronique et blanchiment d’argent. Le 11 juillet 2022, Jen a plaidé coupable de complot en vue de commettre une fraude électronique et a été condamné à 6,5 ans de prison le 6 janvier 2023.  Elle a commencé à purger sa peine de prison le 17 février de la même année.

### Ultimate Girls Trip
- En 2021, Bravo a annoncé qu’un spin-off de la franchise The Real Housewives était en développement afin d'être diffusé sur Peacock. Elle suit plusieurs femmes de la franchise The Real Housewives alors qu’elles passent des vacances ensemble.
- En 2023, Heather Gay (en) et Whitney Rose (en) ont participé à la troisième saison.